# Frankfurt-Schwanheim
Schwanheim ist seit dem 1. April 1928 ein Stadtteil von Frankfurt am Main. Der Stadtteil liegt im Südwesten Frankfurts, am südlichen Ufer des Mains.
Die Einwohnerzahl beträgt 20.720.

## Geografie

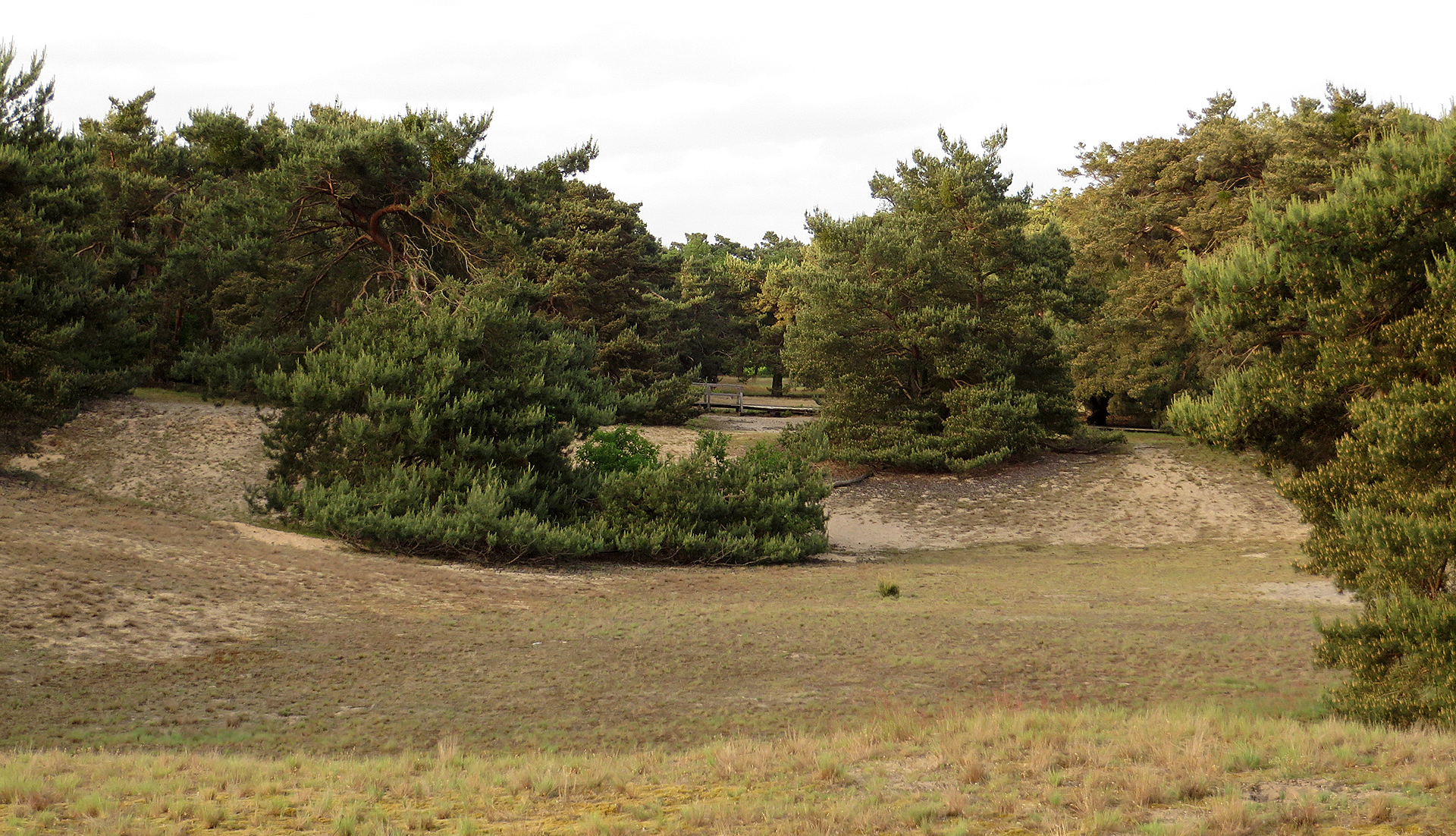
Schwanheimer Düne

Schwanheim grenzt im Norden an die Frankfurter Stadtteile Höchst, Nied und Griesheim, im Osten an Niederrad und im Süden an den Stadtteil Frankfurt-Flughafen. Westlich von Schwanheim liegt die Stadt Kelsterbach.
Zu Schwanheim gehört die in den 1930er-Jahren erbaute Siedlung Goldstein, die heute 11.000 Einwohner hat – mehr als das alte Schwanheim.

## Geschichte

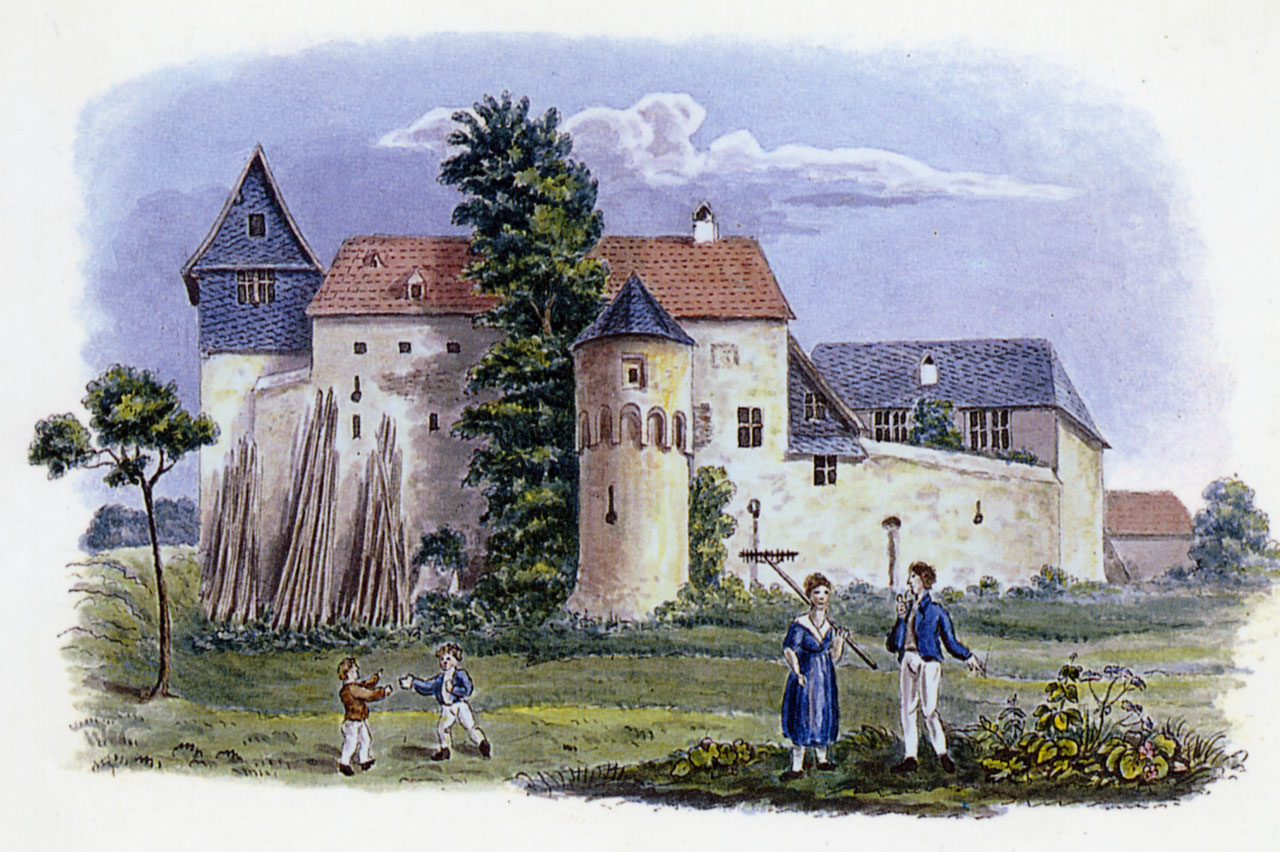
Die Wasserburg Goldstein aus dem 14. Jahrhundert

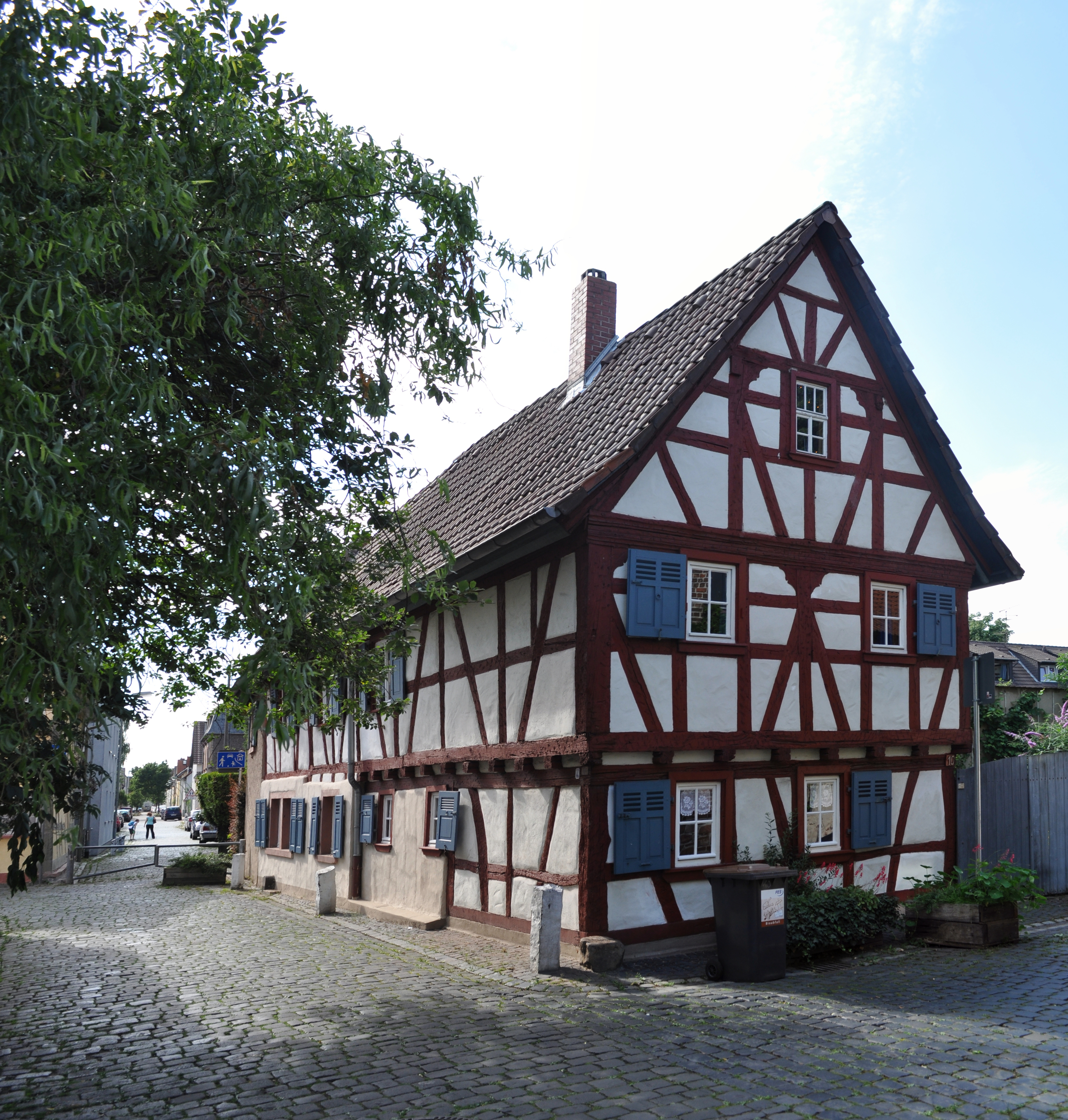
Fachwerkhaus in der Vierhäusergasse

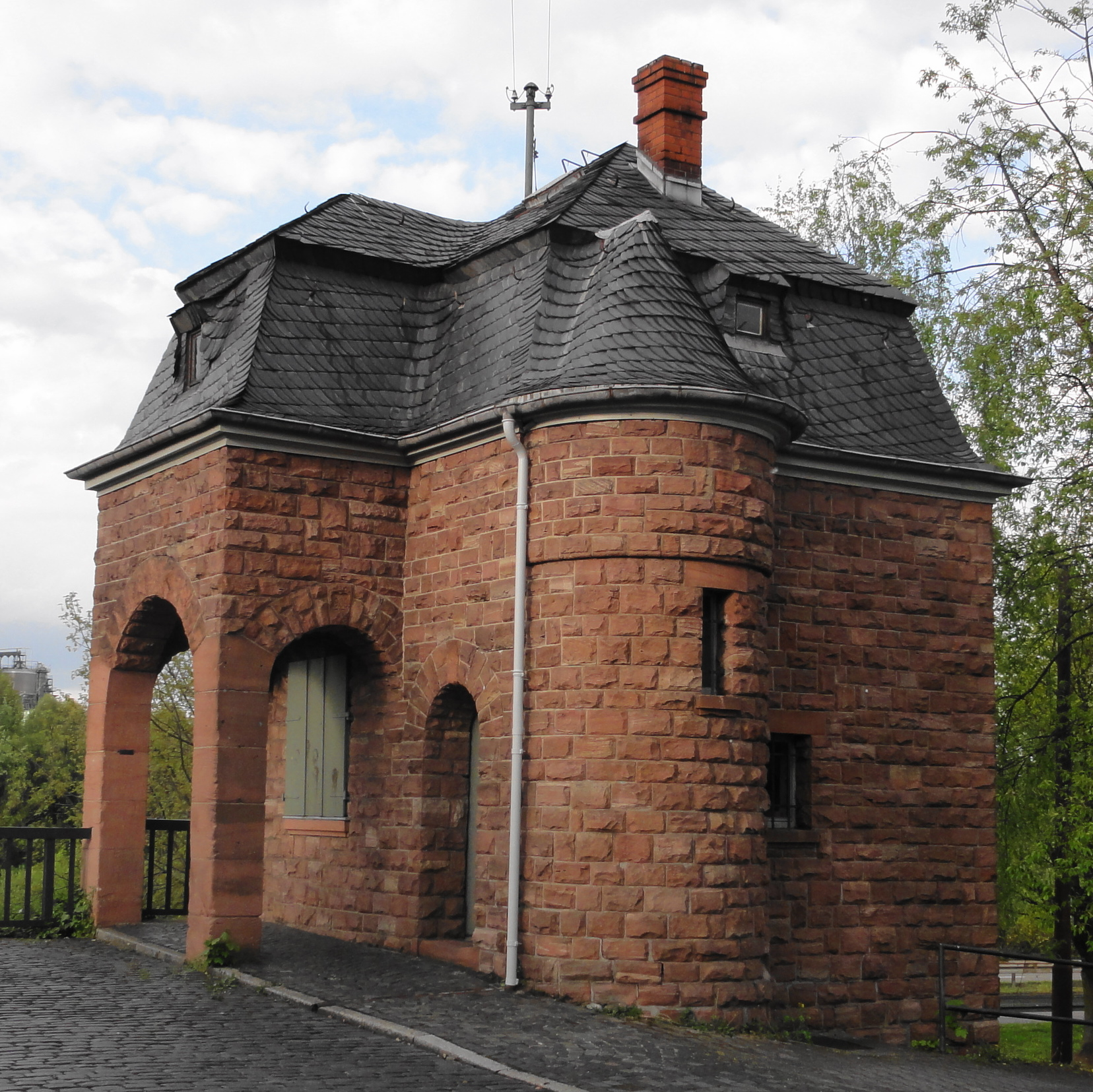
Altes Brückenhäuschen der 1945 zerstörten Schwanheimer Brücke

### Mittelalter und Frühe Neuzeit
Die Ersterwähnung der Pfarrkirche zu Schwanheim steht in einer Urkunde aus dem Jahr 880 (17. November). Ludwig, ein Enkel Karls des Großen und König des Ostfrankenreiches, verschenkte die „Kirche zu Schwanheim mit Ländereien, Höfen und deren Bewohner“ (ursprünglich Sueinheim). Es war also nicht nur eine einfache Kapelle gemeint, sondern eine richtige Pfarrei mit allem, was dazugehört.
Die Kirche St. Martin im Feld muss zu dem Zeitpunkt der Urkunde schon einige Jahre gestanden haben. Denn König Ludwig war bereits vier Jahre zuvor 876 gestorben, die Urkunde lediglich eine Bestätigung seiner Söhne. Vermutlich gab es einen Vorgängerbau des Kirchleins aus Holz. Bei Grabungen fand man 1956 Gräberreste mit Keramiken des 6. bis 8. Jh. auf einem Kirchhof. Wegen fehlender Beigaben konnten sie als christliche Bestattungen identifiziert werden. Sie lassen sich auf den Beginn der Christianisierung durch irisch-schottische Wandermönche datieren, die mainaufwärts das Reich der Ostfranken missionierten.
Kilian, der Franken-Apostel, ist deren bekanntester Vertreter und Gründer des Bistums Würzburg. Nach der Überlieferung soll er an ebendieser Stelle im Schwanheimer Unterfeld, gegenüber von Sindlingen, auf einem hochwasserfreien Rücken um das Jahr 680 gerastet und gepredigt haben. Im aktuellen Gotteslob, Gesangbuch des Bistums Limburg, findet dieses Ereignis auf Seite 968, Nr. 700 Erwähnung. Auf „Augenhöhe“ mit anderen für das Bistum bedeutenden Heiligen wie Albertus Magnus, Bernhard von Clairvaux oder Bonifatius. In der alten Pfarrkirche Am Abtshof befindet sich im Marienaltar eine Reliquie des Hl. Kilian. Kilian hat 60 Jahre missioniert, bevor Bonifatius, der Apostel der Deutschen, auf seinem Missionsweg von Mainz nach Fulda zur Gründung seines dortigen Klosters an Frankfurt vorbeikam.
Von dieser alten Martinskirche ist über dem Erdboden nichts mehr übriggeblieben. Das Gelände im Schwanheimer Unterfeld ist vollständig industriell überbaut, optisch oder baulich gibt es keinerlei Erkennungszeichen für diesen einst heiligen und kulturhistorisch bedeutenden Fleck. Allenfalls alte Gewann- und Gemarkungskarten weisen auf dessen Vergangenheit hin: „An der Martinscapelle, Martins Weg, Im Martinsgrund, Martinskirch“. Durch Überlagerung von alten mit aktuellen Karten und dem Satellitenbild lässt sich der genaue Punkt aber wiederfinden.
Zu ihrer Zeit war die Martinskirche eine der wenigen rechtsrheinischen Kirchen überhaupt. Die nächsten waren die St. Jakobuskapelle südlich von Rüsselsheim in Nauheim und die Pfalzkapelle St. Salvator in Frankfurt. Ihr Einzugsbereich erstreckte sich vermutlich noch über die Grenzen der langgestreckten Schwanheimer Urgemarkung hinaus, die im Westen vom Mönchhof nahe Raunheim über Klaraberg, Kelsterbach, den Goldstein, Niederrad und Sachsenhausen bis nach Oberrad ging.
Der Niedergang dieser Martinskirche, im Volksmund auch „Merteskerch“ genannt, zog sich über ein ganzes Jahrhundert hin. Er begann noch 50 Jahre vor Luthers Thesenanschlag in Wittenberg. Im Jahr 1467 feierten die Schwanheimer ihre letzte Kerb am Sonntag nach St. Ulrich. Mit diesem Heiligen Ulrich hatte der Kerbetag aber nichts gemein. Er entsprang einer pragmatischen Lösung, im Sommer zu feiern statt am eigentlichen Martinstag am 11. November. Zudem stand dieser Novembertag auch für die Abgabe des Martinszehnten, war also ein unbeliebter Steuerzahltag.
Warum aber gerade St. Ulrich? Im Sommer 372, an dessen Jahrestag, wurde Martin zum Bischof von Tours geweiht. Damit war für die Bewohner dieser Urgemarkung Schwanheim der 4. Juli der wetterbedingt angenehmere Gedenktag an den Hl. Martin als im kalten November.
Ab dem folgenden Jahr 1468 haben die Schwanheimer endgültig ihr Kirchweihfest auf den Sonntag nach Mauritius (22. September) verlegt. Sie feierten damit den Patron, dessen Namen sie der näher am Dorf stehenden Mauritiuskapelle gegeben hatten (1410). Damit begannen sie sich von der Martinskirche im Feld zu lösen, wahrscheinlich wegen des weiten Weges und weil auch der Pfarrer im Dorf wohnte.
Das endgültige Ende der Martinskirche wurde mit den Auswirkungen der Reformation von 1517 besiegelt, die auch im hiesigen Maingau ihre Wirkung zeigten: Wegen eines Kirchenstreites mit dem evangelischen Kelsterbach wurde ab 1557 die bis dahin gemeinsam genutzte Martinskirche leergeräumt und die sakralen Gegenstände in die jeweiligen Dorfkirchen geschafft. Die Filialkapelle St. Mauritius mit Friedhof nahe dem Altdorf Schwanheim wurde zur Pfarrkirche erhoben und zwischen 1557 und 1562 erweitert. Die Martinskirche im Feld war damit ohne Funktion und verfiel. Sie diente im Dreißigjährigen Krieg als Steinbruch, und man hat beim Bau der „neuen“ Kirche im Dorf gut hundert Jahre später (1687) aus dieser Ruine noch 72 Wagen Steine für die Fundamente dieses dritten Schwanheimer Kirchenbaus besorgt. Schwanheim blieb ab sofort dem Namen Mauritius treu, zumal das evangelische Kelsterbach den ursprünglichen Heiligennamen weiternutzte und seine Kirche bis heute Sankt Martinskirche nennt.

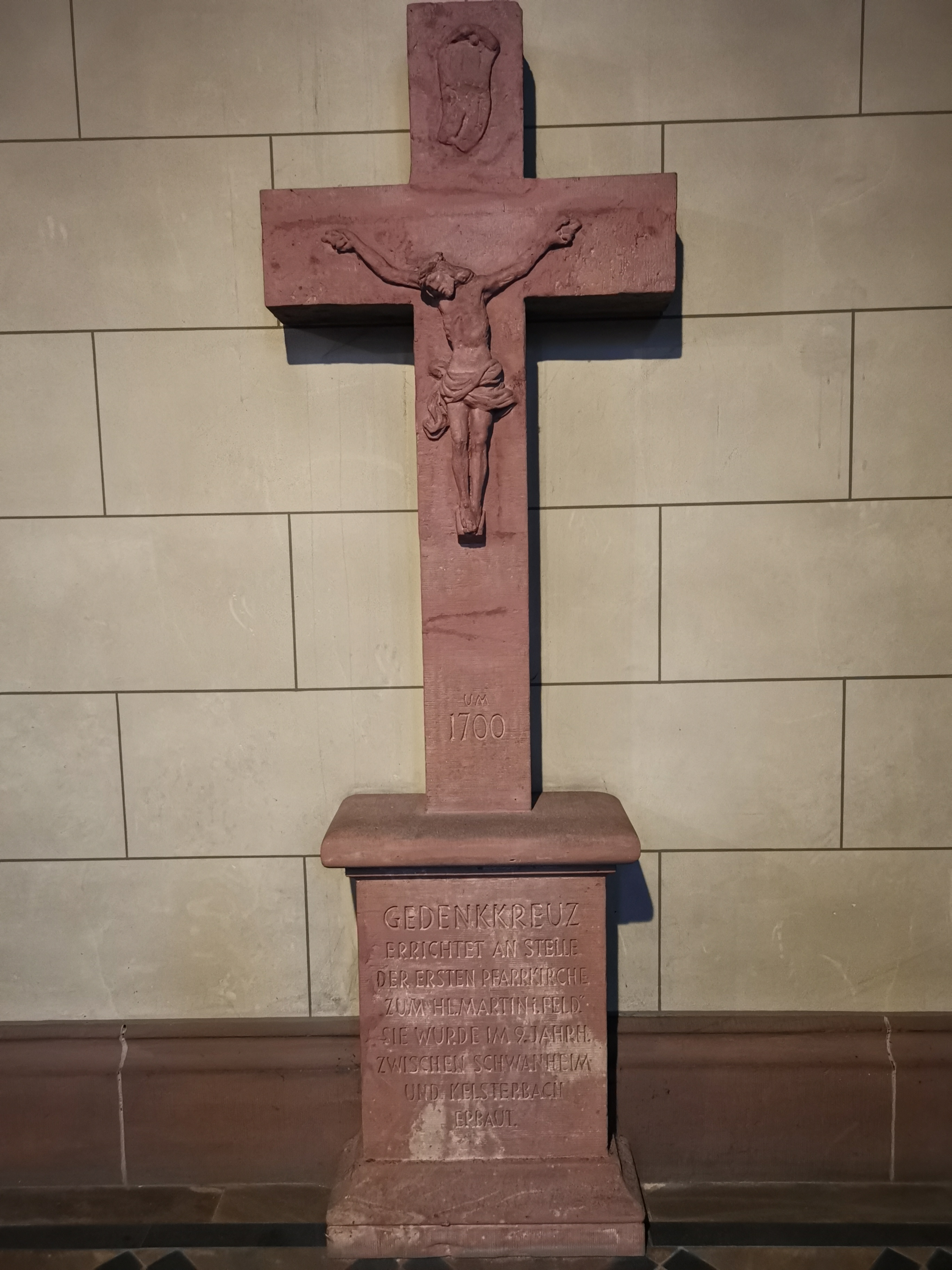
Feldkreuz für die ehemalige Martinskirche in Sankt Mauritius (Schwanheim-Frankfurt)

Vermutlich bereits 1684 (nach Inschrift um 1700) wurde an Stelle der alten Kirche ein barockes Feldkreuz aus rotem Mainsandstein errichtet, genau dort, wo der Altar dieser ehemaligen Pfarrkirche stand. Der Bildhauer ist nicht bekannt. Es ist aber belegt, dass bis 1684 noch zwei Mal jährlich Bittgänge zu der heiligen Stelle stattfanden und der Pfarrer dort am Markustag (25. April) predigte. Der Heilige Markus soll zu gutem Wetter und Ernte verhelfen. Das Kreuz war zeitweise von einer großen Hecke umwachsen und war auch später noch Ziel von Flurprozessionen. 1909 wurde dessen Umgebung beschrieben als „wüster Trieschplatz“ mit einer krüppelhaften Linde. Anfang der 1950er-Jahre war das Kreuz in einem desolaten Zustand. Als es 1963 der sich auf Schwanheimer Gemarkung ausdehnenden Hoechst-AG weichen musste, wurde es nach einer Restaurierung auf dem Gelände vor der Pfarrkirche St. Mauritius aufgestellt. Dabei hat man den ursprünglichen Sockel samt verwitterter Inschrift komplett ersetzt und neu beschriftet. Doch bereits 1998 nach erneutem Verfall durch starke Umwelteinflüsse hat man es wieder aufgearbeitet und endgültig in die schützende Kirche geholt.
Im Mittelalter gehörten die umliegenden Wälder zum Wildbann Dreieich, dieser unterhielt in Schwanheim auch eine seiner 30 Wildhuben. Während des 11. Jahrhunderts wurden Dorf und Gericht Schwanheim Eigentum des Klosters St. Jakob von Mainz, die Vogtei besaßen die Herren von Eppstein zu Erblehen. Im 14. Jahrhundert bemühte sich die freie Reichsstadt Frankfurt, in Schwanheim Fuß zu fassen.
Im Jahr 1439 kauften Frankfurt und sein reicher Bürger Johann von Holzhausen je zur Hälfte die Eppsteinschen Vogteirechte über Schwanheim. Eigentümer von Schwanheim wurde wenig später der Erzbischof von Mainz. 60 Jahre danach kaufte Mainz die Vogteirechte zurück. Während des Dreißigjährigen Krieges (1618–1648) wurde der Ort ebenso wie der Nachbarort Niederrad zerstört.

### 19. Jahrhundert
Im Reichsdeputationshauptschluss fiel Schwanheim 1803 an das spätere Herzogtum Nassau. Um diese Zeit lebten dort etwa 700 Einwohner. Im 19. Jahrhundert entwickelte sich Schwanheim vom reinen Bauerndorf langsam zu einer Arbeitersiedlung, beeinflusst auch durch die chemische Industrie in Höchst und Griesheim und die immer stärker einsetzende wirtschaftliche Verflechtung mit Frankfurt.
Schwanheim erhielt einen Haltepunkt an der Mainbahn der Hessischen Ludwigsbahn. Er war vom Dorf aber sehr weit abgelegen. Am 18. April 1889 erhielt das Dorf einen viel näher gelegenen Anschluss an die Frankfurter Waldbahn. Das hatte zur Folge, dass der Haltepunkt an der Hessischen Ludwigsbahn fast nicht mehr genutzt wurde. Ab dem 15. November 1901 wurde der Fahrkartenschalter geschlossen. 1904 erhielt die Haltestelle Schwanheim der ehemaligen Ludwigsbahn, die inzwischen in der Preußisch-Hessischen Eisenbahngemeinschaft aufgegangen war, Ausfahrsignale.
Auf Betreiben lokaler Senioren und der katholischen Pfarrei (Pfarrverwalter Joseph Bonn) wurde die medizinische Versorgung verbessert. So übten zwischen dem 1. September 1859 und dem 26. Oktober 1866 die ebenfalls dem Herzogtum entstammenden Dernbacher Schwestern, die sog. Armen Dienstmägde Jesu Christi, im Ort die ambulanten Krankenpflege aus. Im 1866er-Krieg wurden Schwanheim mit dem nassauischen Territorium und Frankfurt preußisch. Die Einwohnerzahl betrug zu dieser Zeit 1700. Erst am 15. September 1900 siedelten die o. g. Schwestern dort wieder. Nun waren sie sowohl in der ambulanten als auch stationären Krankenpflege tätig und betrieben eine Verwahrschule (Kindergarten).

### Seit dem 20. Jahrhundert
1905 begann der Bau der ersten Mainbrücke zwischen Schwanheim und Griesheim, die Ostern 1907 eröffnet wurde.
Französische Truppen besetzten am 14. Dezember 1918 einen rechtsrheinischen Brückenkopf von 30 Kilometern im Umkreis von Mainz, darunter auch Schwanheim. Die alliierte Rheinlandbesetzung dauerte bis zum 30. Juni 1930.
Am 1. April 1928 wurde Schwanheim mit 5850 Einwohnern und 1793 Hektar, davon 667 Hektar Wald, in das Frankfurter Stadtgebiet eingemeindet.
Im Frühjahr 1932 wurde mit dem Bau der Siedlung Goldstein begonnen. Der erste Bauabschnitt umfasste 380 Siedlerstellen. Der erste Spatenstich erfolgte am 1. Februar 1932 im Sauerackerweg 56. Der Name der Siedlung geht auf die im 13. Jahrhundert erstmals erwähnte Wasserburg Goldstein zurück, die sich im Besitz des Frankfurter Patriziergeschlechts zum Goldstein befand, aber bereits 1552 zerstört wurde.
1929 bis 1932 entstand die Staustufe Griesheim als Ersatz für zwei ältere Nadelwehre zwischen Schwanheim und Nied beziehungsweise zwischen Niederrad und der Gutleutwerft. Damit verbunden war ein weiterer, wenn auch nur für Fußgänger nutzbarer Übergang über den Main. Am 26. März 1945, kurz vor dem Einmarsch US-amerikanischer Truppen, sprengten Pioniere der Deutschen Wehrmacht die Schwanheimer Brücke. Eine 1947 errichtete Behelfsbrücke wurde 1963 wieder abgerissen, nachdem die etwa 500 Meter flussabwärts neu errichtete Schwanheimer Brücke durch Oberbürgermeister Werner Bockelmann am 21. September eingeweiht worden war.
Im Jahr 2005 wurde die 1125-Jahr-Feier des Stadtteils begangen. Zum 1. Januar 2019 wurde der bisher zu Schwanheim gehörende Stadtbezirk 533 Goldstein-Ost dem Stadtteil Niederrad zugewiesen und in 373 Niederrad-West umbenannt. Die Grenze zwischen Schwanheim und Niederrad verläuft damit jetzt entlang der A 5.

## Sehenswertes

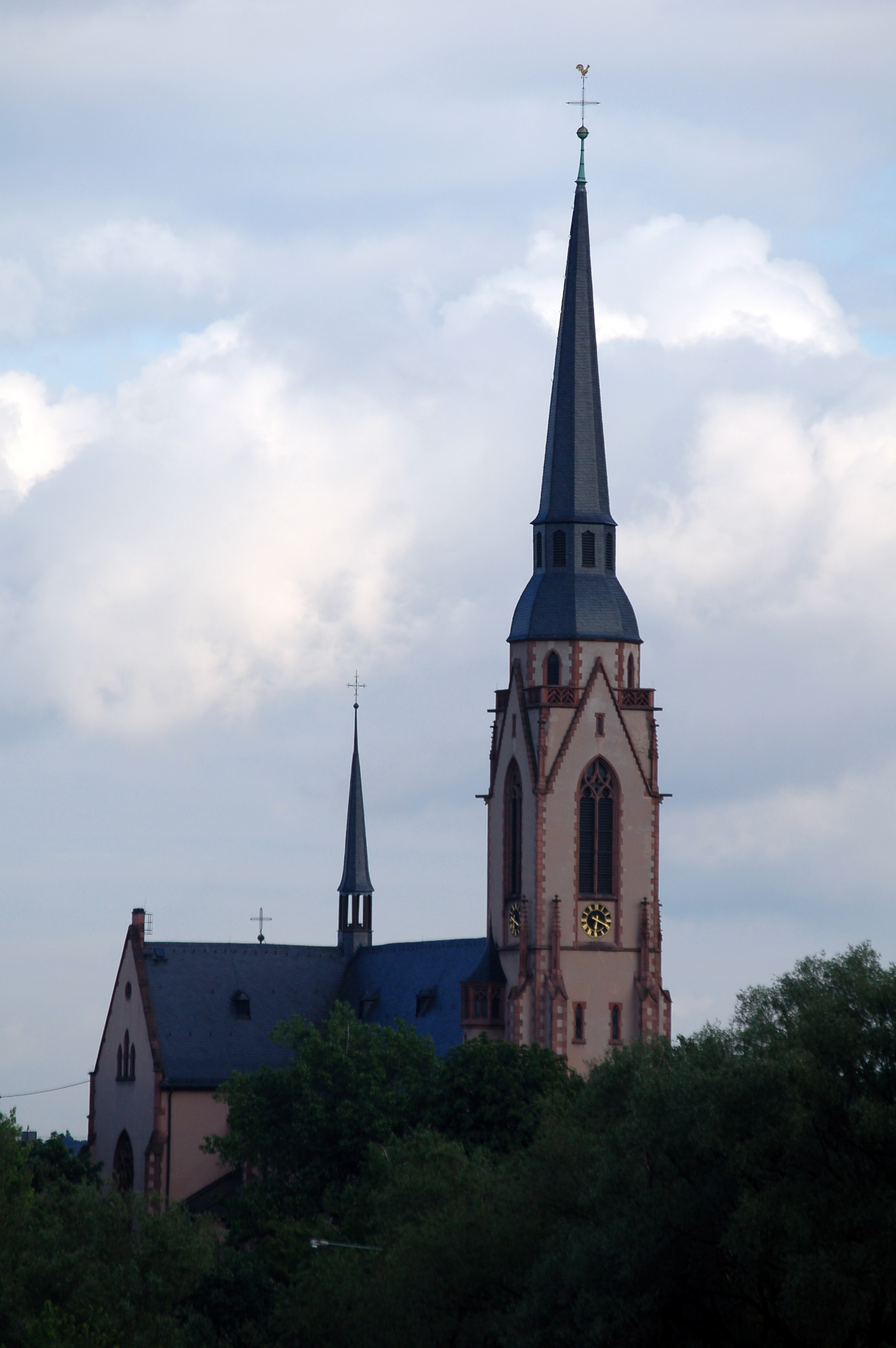
St.-Mauritius-Kirche

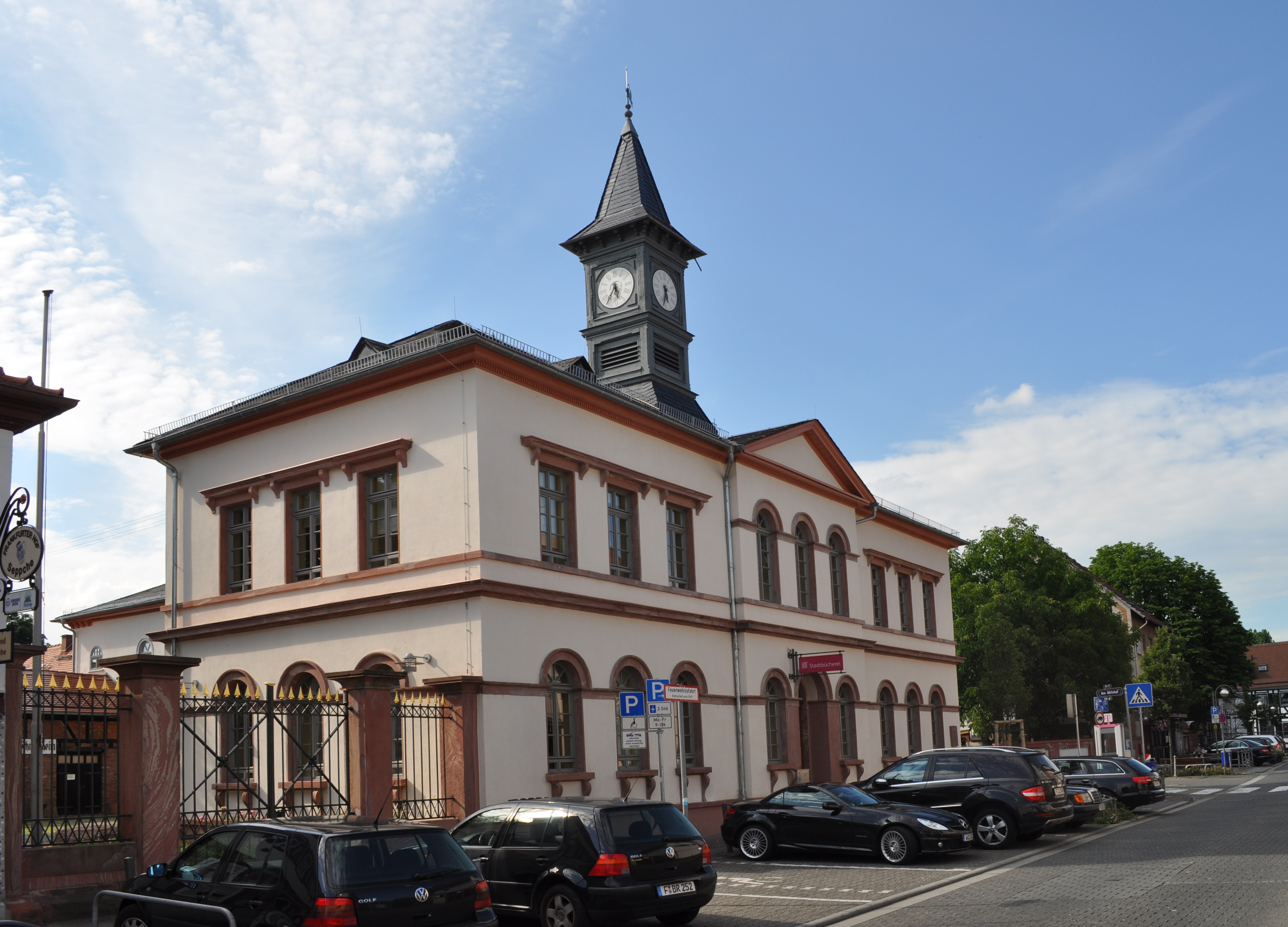
Die Alte Carl-von-Weinberg-Schule, heute unter anderem Heimatmuseum

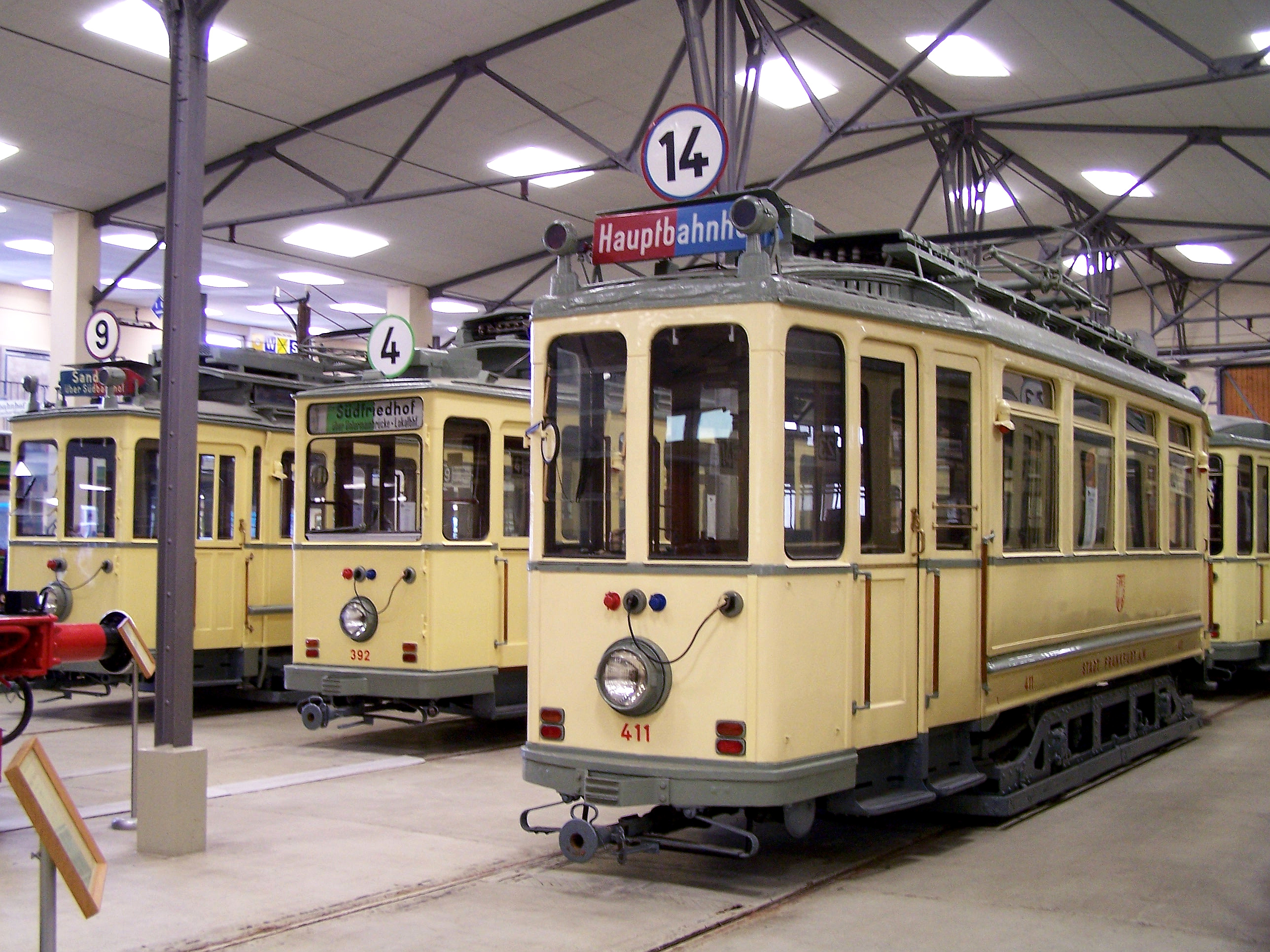
Alte Straßenbahnen im Schwanheimer Verkehrsmuseum

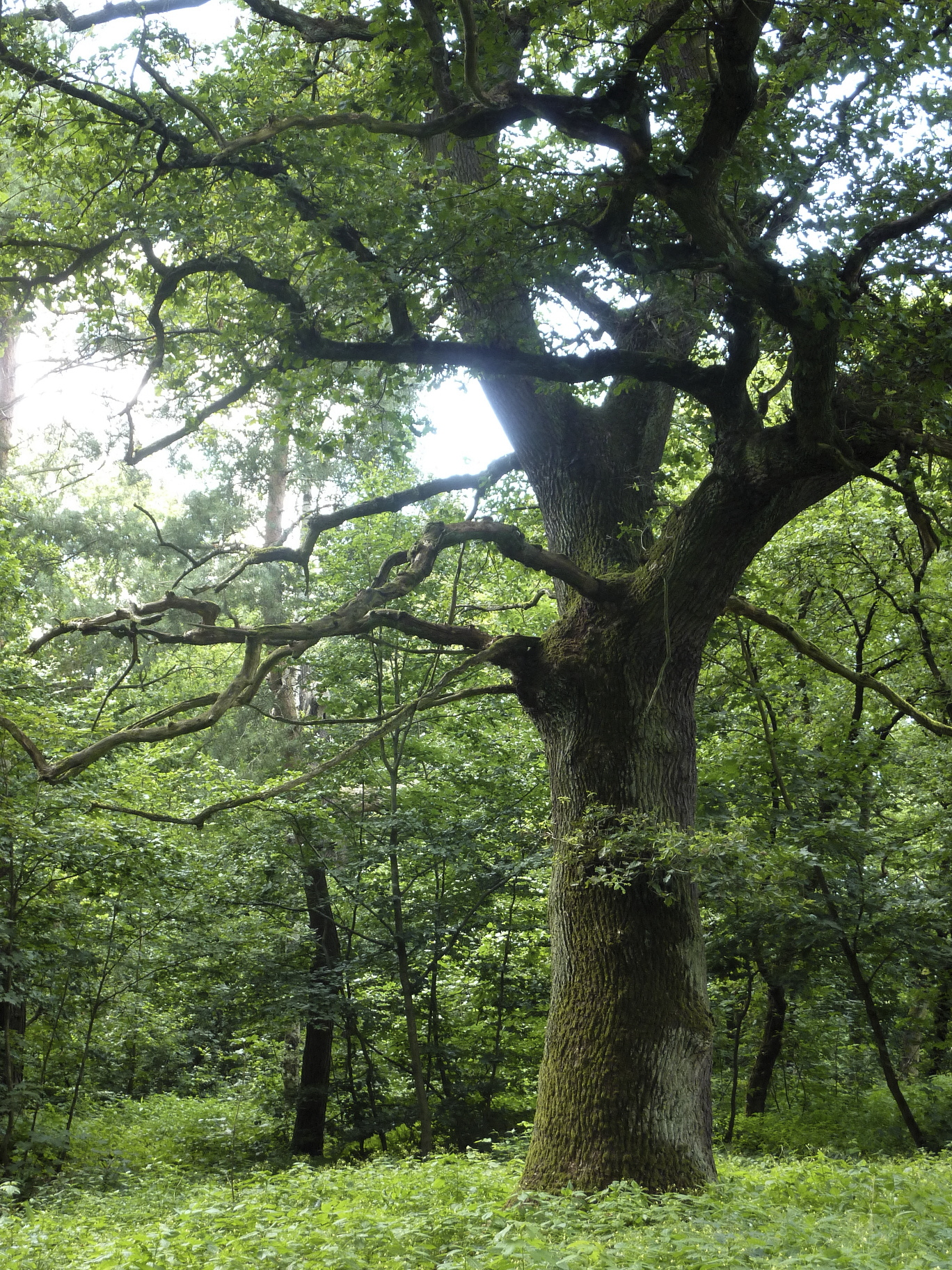
Schwanheimer Alteichen

### Alte Schule
Das Dorf leistete sich ein Schulgebäude, das von 1827 bis 1832 als klassizistisches Eckgebäude im alten Ortskern errichtet wurde. Nach 1961 diente es kulturellen und sozialen Zwecken und erhielt den Namen Wilhelm-Kobelt-Haus. Heute beherbergt es auch die Stadtteilbibliothek und das Heimatmuseum.

### St.-Mauritius-Kirche
Im Jahre 1901 wurde die im neugotischen Stil erbaute St.-Mauritius-Kirche eingeweiht. Architekt war der 1905 verstorbene Wiesbadener Joseph Dormann, ein Schüler von Max Meckel (u. a. Umbau des Frankfurter Römer) aus Freiburg. Von einem Vorgängerbau (vermutlich Mauritiuskapelle am selben Ort) wurden 2001 die im Erdboden vergrabene Deckplatte mit dem Christuskorpus einer spätgotischen Grablegungsgruppe aus der Zeit kurz nach 1400 mit den zwei Köpfen umstehender Heiligenfiguren entdeckt. Die Fundstücke sind die ältesten Steinzeugen Schwanheims und seit 2008 in der Kirche aufgestellt.

### Verkehrsmuseum Frankfurt am Main
Am 8. Mai 1984 wurde in umgebauten Wagenhallen der ehemaligen Waldbahn in Schwanheim das Verkehrsmuseum Frankfurt am Main eröffnet.

### Schwanheimer Dünen
Eine weitere Sehenswürdigkeit ist das Naturschutzgebiet Schwanheimer Düne, eine 58,5 Hektar große Binnendüne im Westen des Stadtteils, die zum Frankfurter Stadtwald gezählt wird.

### Schwanheimer Wiese
Die Schwanheimer Wiese im Süden des Stadtteils ist Frankfurts größte Waldwiese. Hier floss vor 10.000 Jahren der  Urmain und bildete jenen fruchtbaren Boden, auf dem der Schwanheimer Wald entstand. Die Wiesen entstanden durch Rodung und anschließende Verpachtung des gewonnenen Landes. 1483 wurde an dieser Stelle eine Ortsbezeichnung als Neue Wiese erstmals erwähnt. Die Alte Wiese, die sich von der Rodelschneise bis zur Schwanheimer Bahnstraße erstreckt, verbuschte während des Dreißigjährigen Krieges und wurde im 19. Jahrhundert wieder als solche hergestellt. Ein 1978 eingerichteter etwa sechs Kilometer langer Waldlehrpfad mit Erklärungen und Anschauungsobjekten zur Urgeschichte des Gebietes führt um die gesamte Schwanheimer Wiese.

### Weitere Sehenswürdigkeiten

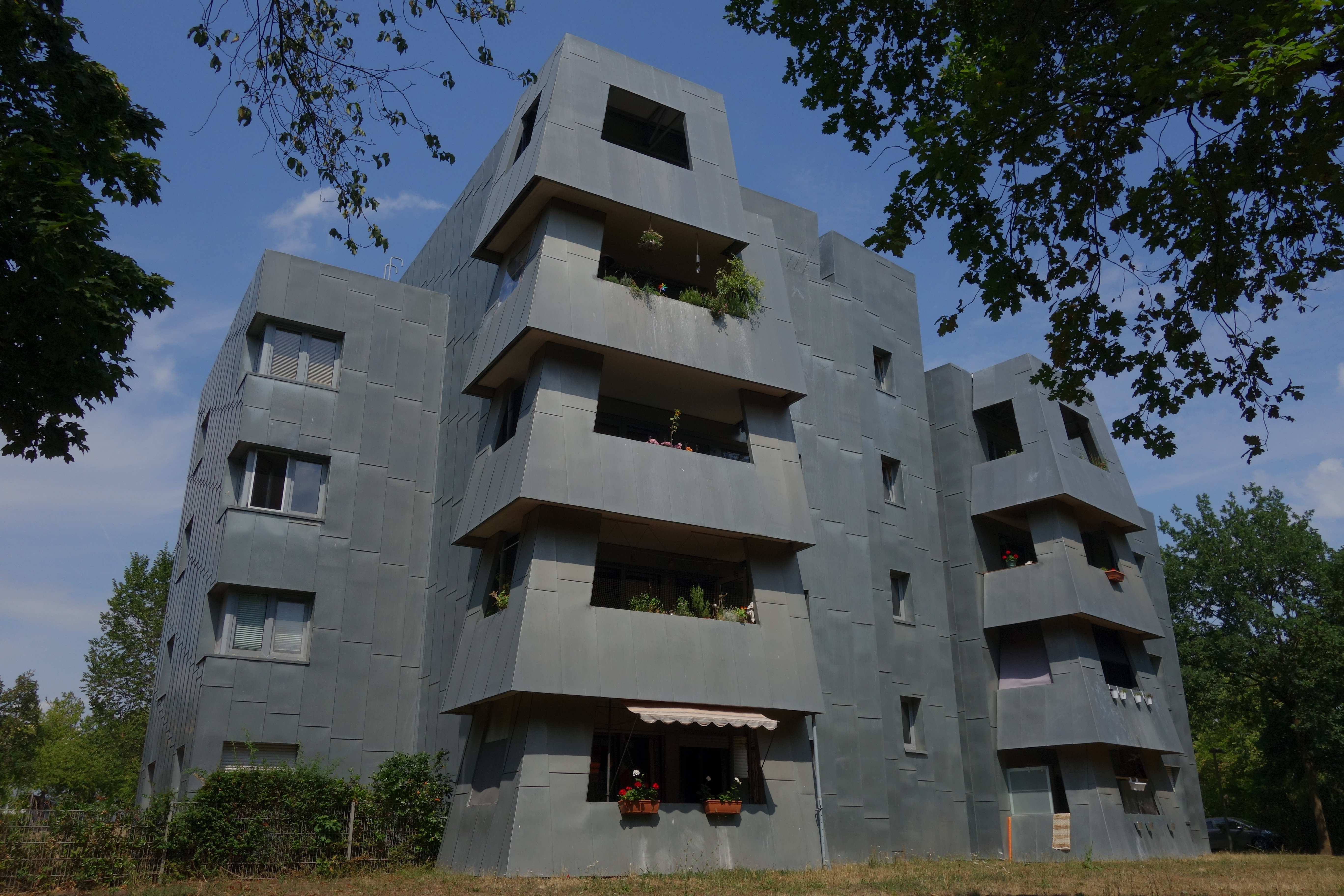
Von Frank Gehry entworfenes Wohnhaus in Goldstein.

- Die Schwanheimer Alteichen sind eine Gruppe von etwa 30 Stieleichen am nördlichen Rand des Schwanheimer Waldes. Die rund 500 Jahre alten Bäume dienten bis ins 20. Jahrhundert als Fruchtbäume im dortigen Hutewald. Mehrere Texttafeln vor Ort informieren über die Geschichte der Bäume.
- Eine landschaftliche Besonderheit im Süden der Schwanheimer Gemarkung ist die im Frankfurter Stadtwald verlaufende Kelsterbacher Terrasse. Es handelt sich um eine acht Kilometer lange, im Erdzeitalter Pliozän entstandene Flussterrasse, die während der Kaltzeiten vom Ur-Main geformt wurde.
- Am nördlichen Rand des Schwanheimer Waldes liegt der Kobelt-Zoo. Seinen Namen hat der Zoo vom ersten Arzt im damaligen Bauerndorf Schwanheim, Wilhelm Kobelt.
- Durch den Schwanheimer Wald führt der Historische Wanderweg Schwanheim. Der Lehrpfad hat 18 Stationen, die über die Geschichte der Gemarkung von der Steinzeit bis zum 19. Jahrhundert informieren. Entlang des Wanderwegs sind mehrere archäologische Fundstellen zu besichtigen.
- Im Süden Goldsteins stehen mehrere vom Architekten Frank Gehry entworfene Wohnhäuser. Die von 1994 bis 1996 entstandenen Bauten fallen auf durch futuristisch anmutende Zinkblechhauben oder verfügen sogar über eine komplett mit Blechen verkleidete Fassade.[9]

## Sonstiges
In Frankfurt-Griesheim, direkt gegenüber von Schwanheim am anderen Mainufer, geschah am 22. Februar 1993, 4:00 Uhr morgens ein folgenschwerer Unfall: Es entwichen 10 Tonnen Chemikaliengemisch aus dem Griesheimer Werk der damaligen Hoechst AG. Die gelbe Wolke, die hauptsächlich aus dem gesundheitsschädlichen gelben Meta-Nitroanisol bestand, aber unter anderem auch die giftige Substanz ortho-Nitroanisol enthielt, trieb über den Main und ging über den Stadtteilen Schwanheim und der Siedlung Goldstein nieder. Die gelbe Substanz bedeckte Häuser, Autos, Bäume. Schulen und Kindergärten wurden geschlossen, viele Anwohner klagten über Augenbrennen, Unwohlsein, Erbrechen und Hautveränderungen. Feuerwehrleute und Hoechst-Mitarbeiter reinigten Spielgeräte, Laternenmasten und Straßenschilder sowie Balkone und Fenster. Der Boden in den Kleingärten wurde abgetragen.
Es erfolgte eine Langzeituntersuchung, um eventuelle Spätschäden nachweisen zu können.

## Persönlichkeiten
- Peter Herrmann (1828–1902), Abgeordneter
- Franz Gastell (1840–1927), Bildhauer
- August Gräser (1877–1961), Kommunalpolitiker, Stadtrat
- August Keller,  (1877–1953), deutscher Politiker (SPD), Mitglied des Provinziallandtages der Provinz Hessen-Nassau
- Robert Weber (1905–1944), Offizier, Kapitän zur See
- Josef Esser (1910–1999), Rechtswissenschaftler
- Volker von Loewenich (* 1937), Neonatologe und Kinderarzt
- Dietrich Thurau (* 1954), Radprofi
- Abdi (* 1987), Rapper
- Steffen Fäth (* 1990), Handballspieler
- Namika (* 1991), Sängerin